# L'Aquila Sportiva 1944 1947-1948
Questa voce raccoglie le informazioni riguardanti L'Aquila Sportiva 1944 nelle competizioni ufficiali della stagione 1947-1948.

## Stagione
Per L'Aquila Sportiva 1944, la stagione 1947-1948 è stata la 9ª in Serie C e l'11ª complessiva nel terzo livello del campionato italiano di calcio. Al termine del torneo, L'Aquila si classificò in 10ª posizione venendo così retrocessa d'ufficio nel nuovo campionato di Promozione. Il presidente Gesualdo Del Sole passò la mano ad Ubaldo Lopardi che ricostituì l'Associazione Sportiva L'Aquila.

## Rosa
| N. |                   | Ruolo | Calciatore          |
| -- | ----------------- | ----- | ------------------- |
|    | Italia (bandiera) |       | Canz                |
|    | Italia (bandiera) |       | Vincenzo Cococcetta |
|    | Italia (bandiera) |       | De Nuntiis          |
|    | Italia (bandiera) |       | Di Tullio           |
|    | Italia (bandiera) |       | Iovinelli           |
|    | Italia (bandiera) |       | Izzi                |
|    | Italia (bandiera) |       | Claudio Mancini     |

| N. |                   | Ruolo | Calciatore        |
| -- | ----------------- | ----- | ----------------- |
|    | Italia (bandiera) |       | Angelo Maruzzella |
|    | Italia (bandiera) |       | Pacini            |
|    | Italia (bandiera) |       | Pesce             |
|    | Italia (bandiera) |       | Pigliacelli       |
|    | Italia (bandiera) |       | Ragnetti          |
|    | Italia (bandiera) | D     | Luigi Rossini     |
|    | Italia (bandiera) |       | Seccia            |

## Statistiche

### Statistiche di squadra
| Competizione | Punti | In casa | In casa | In casa | In casa | In casa | In casa | In trasferta | In trasferta | In trasferta | In trasferta | In trasferta | In trasferta | Totale | Totale | Totale | Totale | Totale | Totale | DR |
| Competizione | Punti | G       | V       | N       | P       | Gf      | Gs      | G            | V            | N            | P            | Gf           | Gs           | G      | V      | N      | P      | Gf     | Gs     | DR |
| ------------ | ----- | ------- | ------- | ------- | ------- | ------- | ------- | ------------ | ------------ | ------------ | ------------ | ------------ | ------------ | ------ | ------ | ------ | ------ | ------ | ------ | -- |
| Serie C      | 27    | 14      | 11      | 1       | 2       | 29      | 12      | 14           | 2            | 0            | 13           | 18           | 34           | 28     | 13     | 1      | 14     | 47     | 46     | +1 |
| Totale       | -     | 14      | 11      | 1       | 2       | 29      | 12      | 14           | 2            | 0            | 13           | 18           | 34           | 28     | 13     | 1      | 14     | 47     | 46     | +1 |